# Tirigan
Tirigan va ser l'últim rei de la Dinastia Guti que va regnar a Sumer. Segons la Llista de reis sumeris només va estar al poder quaranta dies, abans de ser derrotat per Utukhengal d'Uruk.
Es conserva una inscripció d'Utukhengal o diu que "va expulsar definitivament els gutis" amb la derrota del seu últim rei Tirigan. El text conservat no és gaire clar, però sembla que hi va haver una batalla al nord de Sumer, el territori que encara ocupaven els gutis, als que anomena "dragons de la muntanya", i els acusa de posar en perill Sumer, potser perquè Tirigan va atacar el regne de Lagaix, que s'havia debilitat sota els reis Ur Gaur (2117 aC-2113 aC) i Nammakhani (2113 aC-2110 aC) i no es podia defensar, en un moment en què encara Uruk no l'havia conquerit. Sembla quasi segur que els gutis van ser expulsats cap a l'any 2110 aC, encara que Utukhengal no es va mantenir gaire temps al poder, ja que el seu general Ur-Nammu li va arrabassar.